# Hidrodelhayelita
La hidrodelhayelita és un mineral de la classe dels silicats.

## Característiques
La hidrodelhayelita és un silicat de fórmula química KCa₂AlSi₇O17(OH)₂·6H₂O. Cristal·litza en el sistema ortoròmbic. La seva duresa a l'escala de Mohs és 4.
Segons la classificació de Nickel-Strunz, la hidrodelhayelita pertany a «09.EB - Fil·losilicats amb xarxes dobles amb 4- i 6-enllaços» juntament amb els següents minerals: macdonaldita, rhodesita, delhayelita, monteregianita-(Y) i carletonita.

## Formació i jaciments
Va ser descoberts a Apatitovyi Tsirk, al mont Rasvumtxorr, dins el massís de Khibini (óblast de Múrmansk, Rússia). També ha estat descrita en altres llocs del mont Rasvumtxorr, així com al proper Kukisvumtxorr, també al masíss de Khibini. A fora de Rússia també se n'ha trobat a la pedrera Vispi, a la localitat de San Venanzo (Úmbria, Itàlia). Aquests indrets són els únics de tot el planeta on ha estat descrita aquesta espècie mineral.